# Reeve M. Bailey
Reeve Maclaren Bailey (* 2. Mai 1911 in Fairmont, West Virginia; † 2. Juli 2011 in Ann Arbor, Michigan) war ein US-amerikanischer Ichthyologe und Hochschullehrer.

## Leben
Bailey war der erste Sohn von Joseph Randle Bailey und Elizabeth Weston Maclaren Bailey. Sein Vater war Eigentümer und Betreiber einer Kohlenmine. Sein jüngerer Bruder Joseph Randle (1913–1998) wurde später ein bekannter Herpetologe. Als Bailey vier Jahre alt war, kam sein Vater bei einem Unfall auf einem Güterbahnhof ums Leben. Seine Mutter brachte ihre beiden Söhne daraufhin nach Perrysburg, Ohio, in die Nähe von Toledo. Die Bailey-Brüder besuchten die Grundschule in Perrysburg, bevor sie nach Toledo zogen und die Highschool absolvierten. Ihr Interesse an der Natur entwickelteten sie in Pfadfinderlagern. Ein älterer Cousin unterstützte die Brüder finanziell bei ihrer Hochschulausbildung an der University of Michigan.
Während der Sommer 1928 und 1929 war Bailey Assistenznaturforscher im Toledo Boy Scout Camp, wo Leonard R. Wilson leitender Naturforscher war. Wilson war als Geologe und Paläobotaniker an der Fakultät des Coe College tätig und lehrte später an der University of Massachusetts und der University of Oklahoma. 1930 traf Bailey im YMCA Camp Storer in Jackson County, Michigan, den jungen Naturforscher Roger Tory Peterson, lange bevor dieser als erfolgreicher Vogelbeobachter bekannt wurde.
Aufgrund ihres Interesses an der Herpetologie wurden sowohl Bailey als auch sein Bruder Freunde von Roger Conant, der im Frühjahr 1929 Kurator für Herpetologie im Toledo Zoo wurde. 1929 und 1930 begleiteten die Bailey-Brüder Conant auf eine Sammelexpedition nach Ohio, wo dieser intensive Studien über Reptilien betrieb, die 1938 unter dem Titel The Reptiles of Ohio veröffentlicht wurden. 1930 nahm Bailey mit Conant an einer dreiwöchigen Expedition des Toledo Zoo nach Florida teil, danach arbeitete er wieder im Camp Storer. Conant, der nur zwei Jahre älter als Bailey war, hatte einen großen Einfluss auf die Bailey-Brüder. 1936 verfasste Bailey in Zusammenarbeit mit Conant seine erste wissenschaftliche Abhandlung über die Herpetofauna New Jerseys. 1933 erwarb Bailey den Bachelor-Abschluss an der University of Michigan. Während seiner Studienzeit hatte er engen Kontakt zu Frank N. Blanchard, Helen Beulah Thompson Gaige, Norman Edouard Hartweg und Alexander Grant Ruthven, dem damaligen Präsidenten der University of Michigan. 
Während der Great Depression arbeitete Bailey als Geschirrspüler, Kellner sowie als Laborant im University of Michigan Museum of Zoology. Bei letzterer Tätigkeit betreute er die Mäusesammlung des Ökologen Lee Raymond Dice, dem er beim Vermessen von Tausenden von Mäuseschädeln assistierte. In den Sommern 1932 bis 1934 arbeitete Bailey als Naturforscher in einem Pfadfinderlager in New Jersey und verdiente genug, um die Studiengebühren teilweise bezahlen zu können. Nach einem Jahr am Graduiertencollege verlagerte sich Baileys Hauptinteresse auf die Ichthyologie. Dies lag zum einen daran, dass die Berufsaussichten in der Herpetologe während der Depression im Wesentlichen schlecht waren und zum anderen an den Anregungen, die er während eines Ichthyologiekurses bei John R. Greeley, dem damaligen Assistenzkurator an der Fischabteilung im University of Michigan Museum of Zoology, erhielt. Greeley verließ Michigan, um Ichthyologe im New York State Conservation Department zu werden. Sein Nachfolger am University of Michigan Museum of Zoology wurde Milton Bernhard Trautman. Durch Greeleys Unterstützung trat Bailey während der Sommer 1935 bis 1937 dem Team des New York State Biological Survey bei. Die Studien, die zwischen 1927 und 1940 unter der Leitung von Emmaline Moore durchgeführt wurden, gipfelten in einer monumentalen Serie von Berichten über die Wassereinzugsgebiete des New York State Conservation Department. Während seiner Tätigkeit bei der Erhebung identifizierte Bailey zwischen einer halben und einer dreiviertel Million Fische. Zu den Begleitern, von denen viele bei der American Society of Herpetologists and Ichthyologists (ASIH) aktiv wurden, gehörten neben Greeley, Perry Gilbert, Karl Lagler und Ed Raney. 
Baileys Dissertation A Systematic Revision of the Centrachid Fishes, with a Discussion of Their Distribution, Variations, and Probable Interrelationships, mit der er 1938 unter der Leitung von Carl Leavitt Hubbs promoviert wurde, war eine systematische Revision der Sonnenbarsche (Centrarchidae). Teile der Arbeit wurden von Bailey alleine oder in Zusammenarbeit mit Hubbs veröffentlicht und die systematischen Änderungen weitgehend in die Taxonomie übernommen. Von 1938 bis 1944 war Bailey Dozent am Iowa State College (heute Iowa State University), wo er bis zu 23 Stunden pro Semester unterrichtete. 1944 verließ Hubbs das University of Michigan Museum of Zoology und Bailey erhielt eine Stelle als stellvertretender Kurator der Fischabteilung. 1948 wurde er zum Kurator ernannt. Von 1944 bis 1950 war er Assistenzprofessor, von 1950 bis 1959 war er außerordentlicher Professor und von 1959 bis zu seinem Ruhestand im Jahr 1981 war er Professor an der Abteilung für Zoologie der University of Michigan. Bailey spielte eine wichtige Rolle bei der Ausbildung von Ichthyologen. Zu seinen Doktoranden zählen Sidney Shapiro, W. Robert Martin, Paul H. Eschmeyer, William Ralph Taylor, Carroll R. Norden, Clarence Lavett Smith, Carter R. Gilbert, Frederick Paul Cichocki, Suebsin Sontirat, Walter John Rainboth, John G. Lundberg und Stuart G. Poss. 
Donn E. Rosen, der mit Myron Gordon gearbeitet hatte, kam vom American Museum of Natural History nach Michigan, um an Lebendgebärenden Zahnkarpfen zu forschen, da das University of Michigan Museum of Zoology die größte Sammlung dieser Familie beherbergte. Rosen gewann Bailey als Mitverfasser für seine Monographie The poeciliid fishes (Cyprinodontiformes), their structure, zoogeography and systematics, die 1963 veröffentlicht wurde. Bald danach bat Rosen, dessen Vater schwer erkrankt war, Bailey, ihn bei einer Expedition des American Museum of Natural History an den Río Iténez (= Rio Guaporé) im Amazonasbecken an der bolivianisch-brasilianischen Grenze, zu vertreten. Die Reise wurde 1964 durch Zuschüsse der National Geographic Society und der United States Army finanziert und war mit schweren logistischen Problemen konfrontiert. In der Trockenzeit blieb das Expeditionsboot auf einer seichten Stelle des Flusses liegen. Es gab Guerilla-Aktionen im Vorfeld, sodass die Expedition 10 Wochen lang auf einen 15 bis 20 Meilen langen Abschnitt des Flusses beschränkt blieb. Dennoch trug Bailey eine bemerkenswerte Fischsammlung zusammen, die zwischen dem American Museum of Natural History und dem University of Michigan Museum of Zoology aufgeteilt wurde. Anschließend nahmen Rosen und Bailey zwischen 1966 und 1974 an fünf Expeditionen nach Guatemala teil, bei denen Süßwasserfische im ganzen Land gesammelt wurden. Auch hier wurden die großen Sammlungen zwischen dem American Museum of Natural History und dem University of Michigan Museum of Zoology aufgeteilt. Häufig wurde der Schwerpunkt auf relativ isolierte Karstgebiete mit unterirdischen Abflüssen gelegt. Der Zugang erfolgte per Hubschrauber. Die Fischfauna war verarmt, enthielt aber endemische Arten. Einige der neu entdeckten Taxa wurden von Rosen, Bailey oder anderen beschrieben. Rosen entwickelte seine Ansichten über die Rolle der Vikarianz in der geografischen Verbreitung während dieser Zeit. Rosens früher Tod im Jahr 1986 unterbrach den geplanten allgemeinen Faunenbericht über die Süßwasserfische aus Guatemala.
Bailey führte Feldstudien an Fischen in mehreren Teilen der Vereinigten Staaten durch, und seine Arbeiten bildeten die Grundlage für einen Großteil des Wissens über die Klassifizierung und Verbreitung der wichtigsten Fischgruppen in den Entwässerungsgebieten des Mississippi River und der Großen Seen. Über seine Studien in Iowa und South Dakota veröffentlichte er die Arbeiten A check-list of the fishes of Iowa, with keys for identification (1951), A revised list of the fishes of Iowa with keys for identification (1956) und Fishes of South Dakota. Weitere Expeditionen unternahm Bailey nach Paraguay und an den Tanganjikasee.
Bailey hat zahlreiche Publikationen zur Systematik, Hybridisierung und Zoogeographie nordamerikanischer Süßwasserfische veröffentlicht. Er war auch eine Autorität in der Nomenklatur der Fische und war Mitglied des Komitees der Fischnamen der American Fisheries Society. Von 1951 bis 1971 war er Vorsitzender und von 1974 bis 1975 war er Präsident und Vorsitzender des Exekutivkomitees dieser Gesellschaft. 1980 wurde er mit dem American Fisheries Society Award of Excellence ausgezeichnet. Er war auch Mitglied des Redaktionsausschusses und 1959 Präsident der American Society of Ichthyologists and Herpetologists. Von 1968 bis 1972 war er Mitglied des Aufsichtsrats der American Association for the Advancement of Science, deren Fellow er seit 1963 war. Bailey war auch in mehreren anderen Fachgesellschaften tätig.
Bailey gehört zu den Erstbeschreibern der Arten Percina palamaris, Micropterus coosae, Percina nasuta, Etheostoma acuticeps, Carlhubbsia stuarti, Phallichthys fairweatheri, Thoburnia atripinnis, Synodontis rufigiensis, Barbus atkinsoni, Barbus venustus, Scoloplax dicra, Cottus confusus, Cottus echinatus, Cottus extensus, Cottus pitensis, Cottus hubbsi, Etheostoma zonistium, Etheostoma pyrrhogaster, Monopterus desilvai, Monopterus roseni, Cyprinella callitaenia, Micropterus notius, Mesobola spinifer, Etheostoma trisella, Pteronotropis hubbsi, Baileychromis centropomoides, Neolamprologus prochilus, Bathybagrus tetranema, Lophiobagrus aquilus, Lophiobagrus asperispinis, Lophiobagrus brevispinis, Pteronotropis signipinnis, Noturus hildebrandi, Barbus gestetneri, Barbus papilio, Ctenopoma ashbysmithi, Varicorhinus lufupensis, Varicorhinus upembensis, Etheostoma flavum, Satan eurystomus, Brachyrhaphis hartwegi, Gambusia atrora, Gambusia luma, Heterandria anzuetoi, Heterandria attenuata, Heterandria litoperas, Etheostoma bellator, Etheostoma colorosum, Etheostoma lachneri, Etheostoma ramseyi, Etheostoma raneyi sowie der Gattung der Stachligen Zwergwelse (Scolopax).

## Dedikationsnamen
C. Richard Robins benannte 1961 die Groppenart Cottus baileyi zu Ehren von Reeve M. Bailey. Donn Rosen benannte 1971 die Salmlerart Astyanax baileyi nach Bailey. Lawrence M. Page und Brooks M. Burr beschrieben 1982 die Springbarschart Etheostoma baileyi. Walter John Rainboth beschrieb 1986 die Kärpflingsart Chagunius baileyi. Max Poll stellte 1986 die Gattung Baileychromis für die Buntbarschart Leptochromis centropomoides auf, die 1977 von Bailey und Donald J. Stewart beschrieben wurde.